# 59389 Oskarvonmiller
59389 Oskarvonmiller è un asteroide della fascia principale. Scoperto nel 1999, presenta un'orbita caratterizzata da un semiasse maggiore pari a 2,4544172 UA e da un'eccentricità di 0,1300176, inclinata di 7,47554° rispetto all'eclittica.